# Pueblo indo
Los indo son personas de ascendencia mixta euroasiática resultado de las relaciones entre la población inmigrante europea que se asoció y experimentó la cultura colonial de las antiguas Indias Orientales Neerlandesas, una colonia neerlandesa en el sudeste asiático que se convirtió en Indonesia después de la Segunda Guerra Mundial. El término se utilizó para describir a las personas reconocidas como de ascendencia mixta neerlandesa e indonesia, o como un término utilizado en las Indias Orientales Neerlandesas para referirse a los europeos que tenían ascendencia asiática parcial. La ascendencia europea de estas personas era predominantemente neerlandesa, pero también incluía portugués, británico, francés, belga, alemán y otros.
Otros términos utilizados fueron Indos, indonesios-neerlandeses, eurasiáticos, indoeuropeos, indo-holandeses, y holandeses-indios.

## Visión general

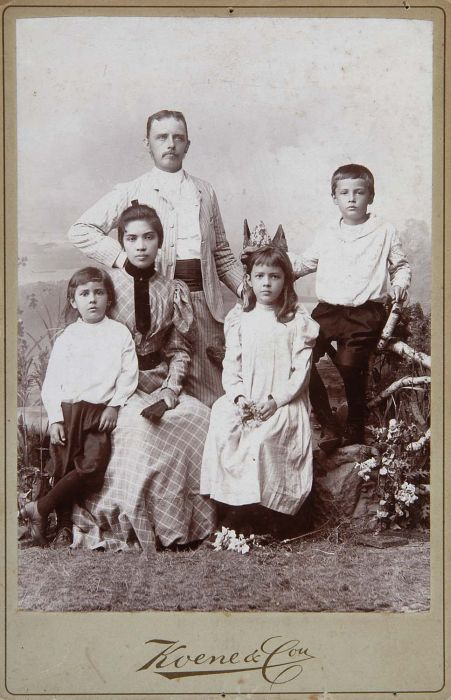
Retrato de estudio de una familia indoeuropea, Dutch East Indies (hacia 1900)
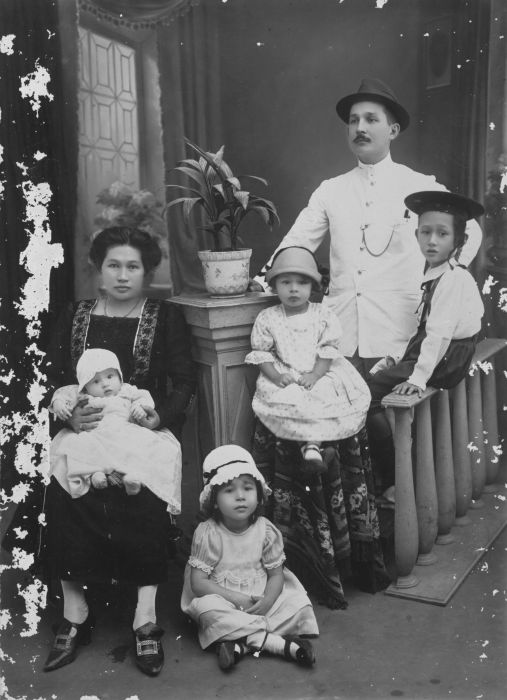
Retrato de estudio de la familia Engelenburg, Banyuwangi (1919)
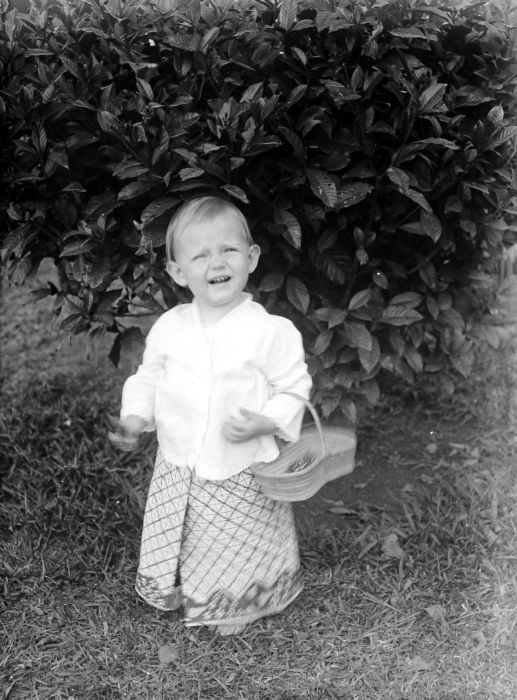
Retrato de un niño en indo sarong y kabaja (antes de 1931)
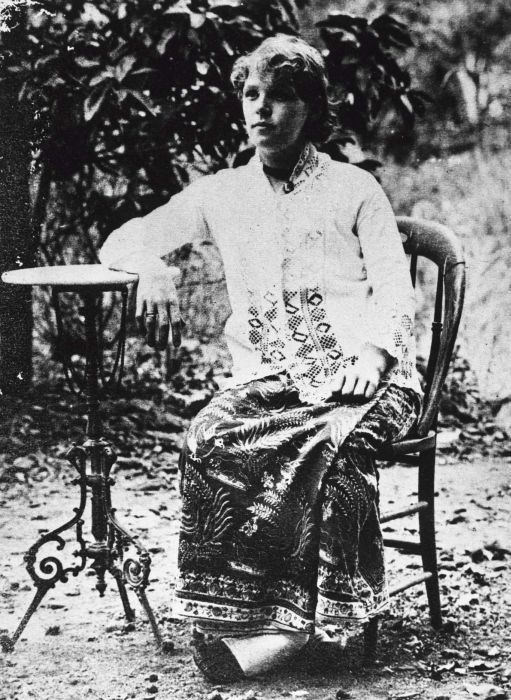
Sra. Mertens en sarong y kabaja, Java (alrededor de 1888)
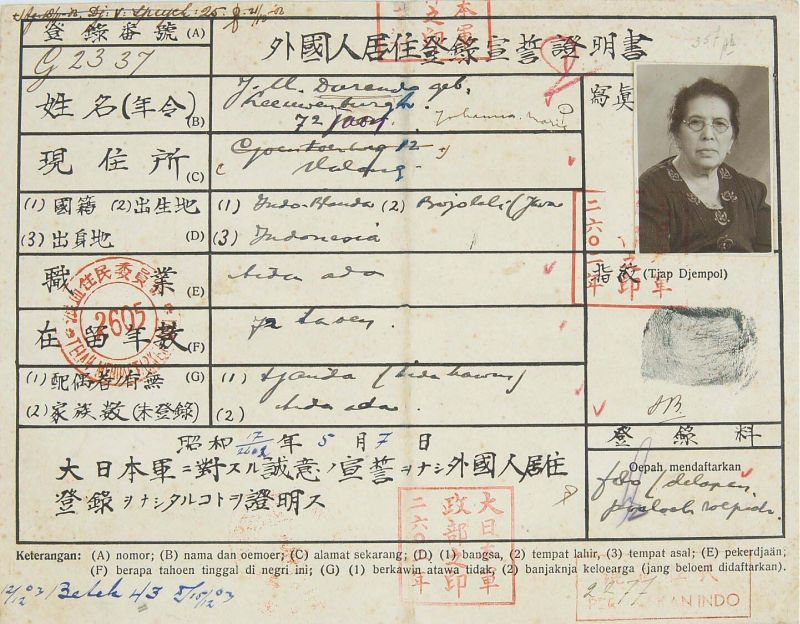
Documento de identidad indonesio japonés a nombre de Johanna Maria Durand, nacido Leeuwenburgh, Malang (1942)

En el idioma indonesio, los términos sinónimos comunes son Sinjo, Belanda-Indo, Indo-Belanda. Indo significa euroasiático: una persona con ascendencia europea e indonesia. Indo es una abreviatura del término indoeuropeo que se originó en las Indias Orientales Neerlandesas del siglo XIX como un término informal para describir a los euroasiáticos. Indische es una abreviatura del término holandés Indische Nederlander. Indische era un término que podía aplicarse a todo lo relacionado con las Indias Orientales Neerlandesas. En los Países Bajos, el término Indische Nederlander incluye a todos los ciudadanos holandeses que vivían en las Indias Orientales Neerlandesas, ya fueran de ancestros holandeses o mixtos. Para distinguir entre los dos, los eurasiáticos se llaman Indo y los nativos holandeses se llaman Totok. En las Indias Orientales Neerlandesas (Indonesia actual), estas familias no formaron "una comunidad racial, cultural y socialmente homogénea entre los Totok (recién llegados de Europa) y la población indígena". Históricamente eran cristianos y hablaban holandés, portugués, inglés e indonesio. Fueron comparados con los Afrikáners de Sudáfrica, que también comparten ascendencia y cultura holandesa.
En los siglos XVI-XVIII, los eurasiáticos fueron referidos por un término portugués mestiço (holandés: Mesties) o como coloured (holandés: Kleurling). Además, se puede encontrar una amplia gama de términos más contumaces, como liplap, en la literatura.

## En Indonesia

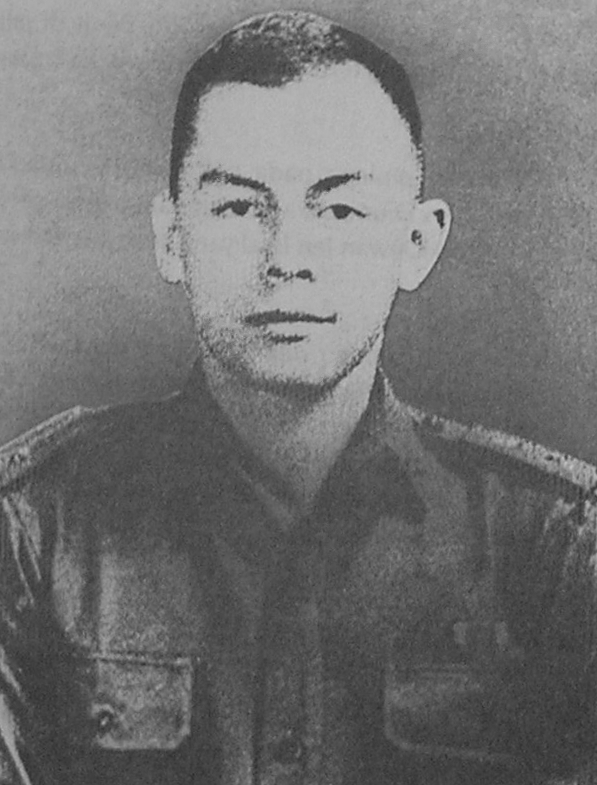
Héroe nacional indonesio Pierre Tendean
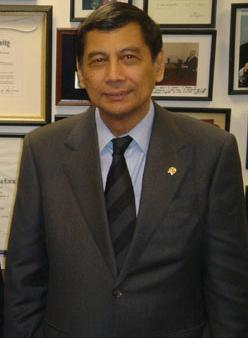
Juwono Sudarsono
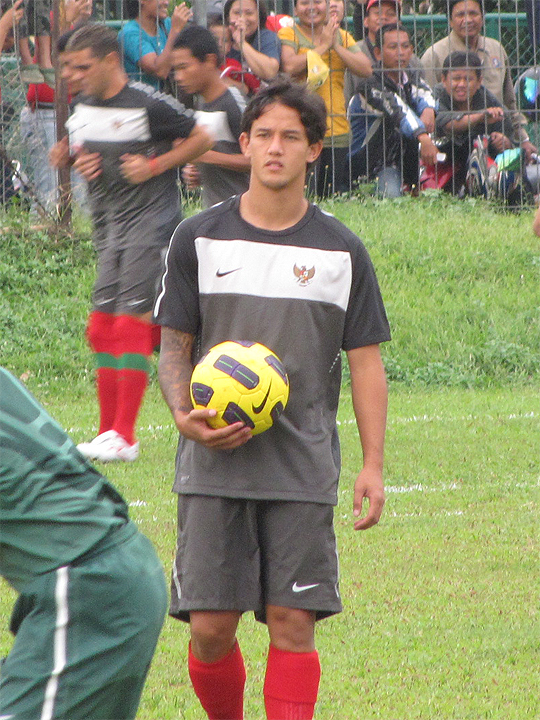
Irfan Bachdim

"[...] el lugar que los Indos ocupan en nuestra sociedad colonial ha sido alterado. A pesar de todo, los Indos se están convirtiendo gradualmente en indonesios, o se podría decir que los indonesios están llegando gradualmente al nivel de los Indos. La evolución del proceso de transformación profundamente arraigado en nuestra sociedad primero estableció a los indígenas en una posición privilegiada, y ahora ese mismo proceso está retirando esos privilegios. Incluso si conservan su estatus "europeo" ante la ley, aún estarán al mismo nivel que los indonesios, porque hay y seguirá habiendo muchos indonesios más formados que Indos. Su posición privilegiada está perdiendo así su base social, y como resultado esa posición también desaparecerá "
Sutan Sjahrir 1937

Durante la época colonial, los Indos no siempre fueron formalmente reconocidos y registrados como europeos. Un número considerable de indígenas se integraron en sus respectivas sociedades indígenas locales y nunca se han registrado oficialmente como subgrupo europeo o eurasiático. Los números exactos son desconocidos. Los estudios de casos de organizaciones como Halin se refieren a niños de Indo que perdieron a sus padres o que tuvieron que cuidar a un padre inmóvil durante los años posteriores a la independencia de Indonesia y no pudieron obtener los documentos de viaje holandeses necesarios.
Durante el gobierno de Suharto, al igual que la minoría china en Indonesia, la mayoría de los indos cambiaron sus apellidos para integrarse a la sociedad y evitar la discriminación. La última tendencia entre indochinos e indoeuropeos es cambiarlos de nuevo a su forma original.